# 24 ur Le Mansa 2021
24 ur Le Mansa 2021 je bila devetdeseta vzdržljivostna dirka 24 ur Le Mansa. Potekala je 21. in 22. avgusta 2021 na dirkališču Circuit de la Sarthe v Le Mansu. Zmagali so Mike Conway, Kamui Kobajaši in José María López z dirkalnikom Toyota GR010 Hybrid iz moštva Toyota Gazoo Racing.

### Prijavljeni
| Ikona | Serija                                     |
| ----- | ------------------------------------------ |
| WEC   | Svetovno vzdržljivostno prvenstvo          |
| ELMS  | Evropska serija Le Mans                    |
| ALMS  | Azijska serija Le Mans                     |
| WTSC  | Prvenstvo športnih dirkalnikov WeatherTech |
| 24LM  | le 24 Hours ur le Mansa                    |
| Ikona | Ostalo                                     |
| HY    | Hibrid                                     |
| P2    | LMP2                                       |
| PA    | LMP2 Pro-Am Cup                            |

| Št.                                  | Moštvo                    | Dirkalnik                 | Gume                      | Serija                    | Ost.                      | 1. dirkač                 | 2. dirkač                 | 3. dirkač                 |
| Hypercar (5 prijavljenih)            | Hypercar (5 prijavljenih) | Hypercar (5 prijavljenih) | Hypercar (5 prijavljenih) | Hypercar (5 prijavljenih) | Hypercar (5 prijavljenih) | Hypercar (5 prijavljenih) | Hypercar (5 prijavljenih) | Hypercar (5 prijavljenih) |
| ------------------------------------ | ------------------------- | ------------------------- | ------------------------- | ------------------------- | ------------------------- | ------------------------- | ------------------------- | ------------------------- |
| 7                                    | Toyota Gazoo Racing       | Toyota GR010 Hybrid       | M                         | WEC                       | HY                        | Mike Conway               | Kamui Kobajaši            | José María López          |
| 8                                    | Toyota Gazoo Racing       | Toyota GR010 Hybrid       | M                         | WEC                       | HY                        | Sébastien Buemi           | Brendon Hartley           | Kazuki Nakadžima          |
| 36                                   | Alpine Elf Matmut         | Alpine A480-Gibson        | M                         | WEC                       |                           | Nicolas Lapierre          | André Negrão              | Matthieu Vaxivière        |
| 708                                  | Glickenhaus Racing        | Glickenhaus 007 LMH       | M                         | WEC                       |                           | Pipo Derani               | Franck Mailleux           | Olivier Pla               |
| 709                                  | Glickenhaus Racing        | Glickenhaus 007 LMH       | M                         | WEC                       |                           | Ryan Briscoe              | Romain Dumas              | Richard Westbrook         |
| LMP2 (25 prijavljenih)               |                           |                           |                           |                           |                           |                           |                           |                           |
| 1                                    | Richard Mille Racing Team | Oreca 07-Gibson           | G                         | WEC                       | P2                        | Tatiana Calderón          | Sophia Flörsch            | Beitske Visser            |
| 17                                   | IDEC Sport                | Oreca 07-Gibson           | G                         | ELMS                      | PA                        | Ryan Dalziel              | Thomas Laurent            | Dwight Merriman           |
| 20                                   | High Class Racing         | Oreca 07-Gibson           | G                         | WEC                       | PA                        | Dennis Andersen           | Marco Sørensen            | Ricky Taylor              |
| 21                                   | DragonSpeed USA           | Oreca 07-Gibson           | G                         | WEC                       | PA                        | Henrik Hedman             | Ben Hanley                | Juan Pablo Montoya        |
| 22                                   | United Autosports USA     | Oreca 07-Gibson           | G                         | WEC                       | P2                        | Filipe Albuquerque        | Philip Hanson             | Fabio Scherer             |
| 23                                   | United Autosports         | Oreca 07-Gibson           | G                         | ELMS                      | P2                        | Wayne Boyd                | Alex Lynn                 | Paul di Resta             |
| 24                                   | PR1 Motorsports Mathiasen | Oreca 07-Gibson           | G                         | WTSC                      | PA                        | Gabriel Aubry             | Patrick Kelly             | Simon Trummer             |
| 25                                   | G-Drive Racing            | Aurus 01-Gibson           | G                         | ALMS                      | PA                        | Rui Andrade               | John Falb                 | Roberto Merhi             |
| 26                                   | G-Drive Racing            | Aurus 01-Gibson           | G                         | ELMS                      | P2                        | Franco Colapinto          | Roman Rusinov             | Nyck de Vries             |
| 28                                   | Jota                      | Oreca 07-Gibson           | G                         | WEC                       | P2                        | Tom Blomqvist             | Sean Gelael               | Stoffel Vandoorne         |
| 29                                   | Racing Team Nederland     | Oreca 07-Gibson           | G                         | WEC                       | PA                        | Frits van Eerd            | Giedo van der Garde       | Job van Uitert            |
| 30                                   | Duqueine Team             | Oreca 07-Gibson           | G                         | ELMS                      | P2                        | René Binder               | Tristan Gommendy          | Memo Rojas                |
| 31                                   | Team WRT                  | Oreca 07-Gibson           | G                         | WEC                       | P2                        | Robin Frijns              | Ferdinand von Habsburg    | Charles Milesi            |
| 32                                   | United Autosports         | Oreca 07-Gibson           | G                         | ELMS                      | P2                        | Jonathan Aberdein         | Nico Jamin                | Manuel Maldonado          |
| 34                                   | Inter Europol Competition | Oreca 07-Gibson           | G                         | WEC                       | P2                        | Alex Brundle              | Jakub Śmiechowski         | Renger van der Zande      |
| 38                                   | Jota                      | Oreca 07-Gibson           | G                         | WEC                       | P2                        | António Félix da Costa    | Anthony Davidson          | Roberto González          |
| 39                                   | SO24-DIROB By Graff       | Oreca 07-Gibson           | G                         | ELMS                      | PA                        | Vincent Capillaire        | Arnold Robin              | Maxime Robin              |
| 41                                   | Team WRT                  | Oreca 07-Gibson           | G                         | ELMS                      | P2                        | Louis Delétraz            | Robert Kubica             | Ye Yifei                  |
| 44                                   | ARC Bratislava            | Oreca 07-Gibson           | G                         | WEC                       | PA                        | Matej Konôpka             | Miro Konôpka              | Oliver Webb               |
| 48                                   | IDEC Sport                | Oreca 07-Gibson           | G                         | ELMS                      | P2                        | Paul-Loup Chatin          | Paul Lafargue             | Patrick Pilet             |
| 49                                   | High Class Racing         | Oreca 07-Gibson           | G                         | 24LM                      | P2                        | Anders Fjordbach          | Jan Magnussen             | Kevin Magnussen           |
| 65                                   | Panis Racing              | Oreca 07-Gibson           | G                         | ELMS                      | P2                        | James Allen               | Julien Canal              | Will Stevens              |
| 70                                   | Realteam Racing           | Oreca 07-Gibson           | G                         | WEC                       | PA                        | Loïc Duval                | Esteban Garcia            | Norman Nato               |
| 74                                   | Racing Team India Eurasia | Ligier JS P217-Gibson     | G                         | ALMS                      | PA                        | Tom Cloet                 | John Corbett              | James Winslow             |
| 82                                   | Risi Competizione         | Oreca 07-Gibson           | G                         | WTSC                      | P2                        | Ryan Cullen               | Oliver Jarvis             | Felipe Nasr               |
| LMGTE Pro (8 prijavljenih)           |                           |                           |                           |                           |                           |                           |                           |                           |
| 51                                   | AF Corse                  | Ferrari 488 GTE Evo       | M                         | WEC                       |                           | James Calado              | Alessandro Pier Guidi     | Côme Ledogar              |
| 52                                   | AF Corse                  | Ferrari 488 GTE Evo       | M                         | WEC                       |                           | Sam Bird                  | Miguel Molina             | Daniel Serra              |
| 63                                   | Corvette Racing           | Chevrolet Corvette C8.R   | M                         | WTSC                      |                           | Nicky Catsburg            | Antonio García            | Jordan Taylor             |
| 64                                   | Corvette Racing           | Chevrolet Corvette C8.R   | M                         | WTSC                      |                           | Tommy Milner              | Alexander Sims            | Nick Tandy                |
| 72                                   | Hub Auto Racing           | Porsche 911 RSR-19        | M                         | ALMS                      |                           | Maxime Martin             | Alvaro Parente            | Dries Vanthoor            |
| 79                                   | WeatherTech Racing        | Porsche 911 RSR-19        | M                         | WTSC                      |                           | Earl Bamber               | Cooper MacNeil            | Laurens Vanthoor          |
| 91                                   | Porsche GT Team           | Porsche 911 RSR-19        | M                         | WEC                       |                           | Gianmaria Bruni           | Richard Lietz             | Frédéric Makowiecki       |
| 92                                   | Porsche GT Team           | Porsche 911 RSR-19        | M                         | WEC                       |                           | Michael Christensen       | Kévin Estre               | Neel Jani                 |
| LMGTE Am (23 prijavljenih)           |                           |                           |                           |                           |                           |                           |                           |                           |
| 18                                   | Absolute Racing           | Porsche 911 RSR-19        | M                         | 24LM                      |                           | Andrew Haryanto           | Alessio Picariello        | Marco Seefried            |
| 33                                   | TF Sport                  | Aston Martin Vantage AMR  | M                         | WEC                       |                           | Felipe Fraga              | Ben Keating               | Dylan Pereira             |
| 46                                   | Team Project 1            | Porsche 911 RSR-19        | M                         | WEC                       |                           | Anders Buchardt           | Robby Foley               | Dennis Olsen              |
| 47                                   | Cetilar Racing            | Ferrari 488 GTE Evo       | M                         | WEC                       |                           | Antonio Fuoco             | Roberto Lacorte           | Giorgio Sernagiotto       |
| 54                                   | AF Corse                  | Ferrari 488 GTE Evo       | M                         | WEC                       |                           | Francesco Castellacci     | Giancarlo Fisichella      | Thomas Flohr              |
| 55                                   | Spirit of Race            | Ferrari 488 GTE Evo       | M                         | ELMS                      |                           | Duncan Cameron            | Matt Griffin              | David Perel               |
| 56                                   | Team Project 1            | Porsche 911 RSR-19        | M                         | WEC                       |                           | Matteo Cairoli            | Riccardo Pera             | Egidio Perfetti           |
| 57                                   | Kessel Racing             | Ferrari 488 GTE Evo       | M                         | ALMS                      |                           | Scott Andrews             | Mikkel Jensen             | Takeši Kimura             |
| 60                                   | Iron Lynx                 | Ferrari 488 GTE Evo       | M                         | WEC                       |                           | Raffaele Giammaria        | Paolo Ruberti             | Claudio Schiavoni         |
| 66                                   | JMW Motorsport            | Ferrari 488 GTE Evo       | M                         | ELMS                      |                           | Jody Fannin               | Thomas Neubauer           | Rodrigo Sales             |
| 69                                   | Herberth Motorsport       | Porsche 911 RSR-19        | M                         | ALMS                      |                           | Ralf Bohn                 | Rolf Ineichen             | Robert Renauer            |
| 71                                   | Inception Racing          | Ferrari 488 GTE Evo       | M                         | ALMS                      |                           | Ben Barnicoat             | Brendan Iribe             | Ollie Millroy             |
| 77                                   | Dempsey-Proton Racing     | Porsche 911 RSR-19        | M                         | WEC                       |                           | Matt Campbell             | Jaxon Evans               | Christian Ried            |
| 80                                   | Iron Lynx                 | Ferrari 488 GTE Evo       | M                         | ELMS                      |                           | Matteo Cressoni           | Callum Ilott              | Rino Mastronardi          |
| 83                                   | AF Corse                  | Ferrari 488 GTE Evo       | M                         | WEC                       |                           | Nicklas Nielsen           | François Perrodo          | Alessio Rovera            |
| 85                                   | Iron Lynx                 | Ferrari 488 GTE Evo       | M                         | WEC                       |                           | Sarah Bovy                | Rahel Frey                | Michelle Gatting          |
| 86                                   | GR Racing                 | Porsche 911 RSR-19        | M                         | WEC                       |                           | Ben Barker                | Tom Gamble                | Michael Wainwright        |
| 88                                   | Dempsey-Proton Racing     | Porsche 911 RSR-19        | M                         | WEC                       |                           | Julien Andlauer           | Lance David Arnold        | Dominique Bastien         |
| 95                                   | TF Sport                  | Aston Martin Vantage AMR  | M                         | ELMS                      |                           | Ross Gunn                 | Ollie Hancock             | John Hartshorne           |
| 98                                   | Aston Martin Racing       | Aston Martin Vantage AMR  | M                         | WEC                       |                           | Marcos Gomes              | Paul Dalla Lana           | Nicki Thiim               |
| 99                                   | Proton Competition        | Porsche 911 RSR-19        | M                         | ELMS                      |                           | Vuttikhorn Inthraphuvasak | Florian Latorre           | Harry Tincknell           |
| 388                                  | Rinaldi Racing            | Ferrari 488 GTE Evo       | M                         | ALMS                      |                           | Jeroen Bleekemolen        | Pierre Ehret              | Christian Hook            |
| 777                                  | D'station Racing          | Aston Martin Vantage AMR  | M                         | WEC                       |                           | Tomonobu Fudžii           | Satoši Hošino             | Andrew Watson             |
| Inovativni dirkalniki (1 prijavljen) |                           |                           |                           |                           |                           |                           |                           |                           |
| 84                                   | Association SRT41         | Oreca 07-Gibson           | G                         | ELMS                      |                           | Takuma Aoki               | Nigel Bailly              | Matthieu Lahaye           |
| Vir:                                 |                           |                           |                           |                           |                           |                           |                           |                           |

## Kvalifikacije
| Poz | Razred     | Št  | Moštvo                    | Kvalifikacije | Hiper čas | Št. m. |
| --- | ---------- | --- | ------------------------- | ------------- | --------- | ------ |
| 1   | Hypercar   | 7   | Toyota Gazoo Racing       | 3:26,279      | 3:23,900  | 1      |
| 2   | Hypercar   | 8   | Toyota Gazoo Racing       | 3:27,671      | 3:24,195  | 2      |
| 3   | Hypercar   | 36  | Alpine Elf Matmut         | 3:27,095      | 3:25,574  | 3      |
| 4   | Hypercar   | 708 | Glickenhaus Racing        | 3:28,256      | 3:25,639  | 4      |
| 5   | Hypercar   | 709 | Glickenhaus Racing        | 3:29,381      | 3:27,656  | 5      |
| 6   | LMP2       | 38  | JOTA                      | 3:28,807      | 3:27,950  | 6      |
| 7   | LMP2       | 41  | Team WRT                  | 3:29,441      | 3:28,470  | 7      |
| 8   | LMP2       | 65  | Panis Racing              | 3:29,508      | 3:28,586  | 8      |
| 9   | LMP2       | 26  | G-Drive Racing            | 3:29,246      | 3:28,943  | 9      |
| 10  | LMP2       | 32  | United Autosports         | 3:29,688      | 3:29,078  | 10     |
| 11  | LMP2       | 23  | United Autosports         | 3:29,830      | 3:30,027  | 11     |
| 12  | LMP2       | 28  | JOTA                      | 3:29,835      |           | 12     |
| 13  | LMP2       | 70  | Realteam Racing           | 3:29,861      |           | 13     |
| 14  | LMP2       | 24  | PR1 Motorsports Mathiasen | 3:30,123      |           | 14     |
| 15  | LMP2       | 48  | IDEC Sport                | 3:30,166      |           | 15     |
| 16  | LMP2       | 31  | Team WRT                  | 3:30,182      |           | 16     |
| 17  | LMP2       | 22  | United Autosports USA     | 3:30,234      |           | 17     |
| 18  | LMP2       | 21  | DragonSpeed USA           | 3:30,323      |           | 18     |
| 19  | LMP2       | 82  | Risi Competizione         | 3:30,418      |           | 19     |
| 20  | LMP2       | 30  | Duqueine Team             | 3:30,691      |           | 20     |
| 21  | LMP2       | 17  | IDEC Sport                | 3:30,709      |           | WD     |
| 22  | LMP2       | 29  | Racing Team Nederland     | 3:30,843      |           | 21     |
| 23  | LMP2       | 34  | Inter Europol Competition | 3:30,908      |           | 22     |
| 24  | LMP2       | 25  | G-Drive Racing            | 3:31,203      |           | 23     |
| 25  | LMP2       | 49  | High Class Racing         | 3:31,830      |           | 24     |
| 26  | LMP2       | 20  | High Class Racing         | 3:32,252      |           | 25     |
| 27  | LMP2       | 44  | ARC Bratislava            | 3:32,446      |           | 26     |
| 28  | LMP2       | 1   | Richard Mille Racing Team | 3:32,598      |           | 27     |
| 29  | Innovative | 84  | Association SRT41         | 3:33,538      |           | 28     |
| 30  | LMP2       | 39  | SO24-DIROB By Graff       | 3:34,005      |           | 29     |
| 31  | LMP2       | 74  | Racing Team India Eurasia | 3:36,012      |           | 30     |
| 32  | LMGTE Pro  | 72  | Hub Auto Racing           | 3:47,599      | 3:46,882  | 31     |
| 33  | LMGTE Pro  | 52  | AF Corse                  | 3:46,011      | 3:47,063  | 32     |
| 34  | LMGTE Pro  | 64  | Corvette Racing           | 3:47,074      | 3:47,093  | 33     |
| 35  | LMGTE Pro  | 51  | AF Corse                  | 3:46,581      | 3:47,247  | 34     |
| 36  | LMGTE Pro  | 91  | Porsche GT Team           | 3:47,624      | 3:47,696  | 35     |
| 37  | LMGTE Pro  | 92  | Porsche GT Team           | 3:46,779      | brez časa | 36     |
| 38  | LMGTE Pro  | 79  | WeatherTech Racing        | 3:47,682      |           | 37     |
| 39  | LMGTE Pro  | 63  | Corvette Racing           | 3:49,643      |           | 38     |
| 40  | LMGTE Am   | 88  | Dempsey - Proton Racing   | 3:48,620      | 3:47,987  | 39     |
| 41  | LMGTE Am   | 86  | GR Racing                 | 3:49,100      | 3:48,560  | 40     |
| 42  | LMGTE Am   | 56  | Team Project 1            | 3:49,608      | 3:48,876  | 41     |
| 43  | LMGTE Am   | 47  | Cetilar Racing            | 3:49,102      | 3:49,387  | 42     |
| 44  | LMGTE Am   | 71  | Inception Racing          | 3:49,462      | 3:49,477  | 43     |
| 45  | LMGTE Am   | 33  | TF Sport                  | 3:49,663      | 3:49,676  | 44     |
| 46  | LMGTE Am   | 80  | Iron Lynx                 | 3:49,693      |           | 45     |
| 47  | LMGTE Am   | 57  | Kessel Racing             | 3:49,715      |           | 46     |
| 48  | LMGTE Am   | 99  | Proton Competition        | 3:49,788      |           | 47     |
| 49  | LMGTE Am   | 54  | AF Corse                  | 3:49,829      |           | 48     |
| 50  | LMGTE Am   | 83  | AF Corse                  | 3:49,881      |           | 49     |
| 51  | LMGTE Am   | 77  | Dempsey - Proton Racing   | 3:49,913      |           | 50     |
| 52  | LMGTE Am   | 18  | Absolute Racing           | 3:50,016      |           | 51     |
| 53  | LMGTE Am   | 388 | Rinaldi Racing            | 3:50,018      |           | 52     |
| 54  | LMGTE Am   | 95  | TF Sport                  | 3:50,059      |           | 53     |
| 55  | LMGTE Am   | 98  | Aston Martin Racing       | 3:50,156      |           | 54     |
| 56  | LMGTE Am   | 85  | Iron Lynx                 | 3:50,314      |           | 55     |
| 57  | LMGTE Am   | 60  | Iron Lynx                 | 3:50,768      |           | 56     |
| 58  | LMGTE Am   | 777 | D'Station Racing          | 3:51,107      |           | 57     |
| 59  | LMGTE Am   | 46  | Team Project 1            | 3:51,411      |           | 58     |
| 60  | LMGTE Am   | 55  | Spirit of Race            | 3:52,088      |           | 59     |
| 61  | LMGTE Am   | 66  | JMW Motorsport            | 3:52,304      |           | 60     |
| 62  | LMGTE Am   | 69  | Herberth Motorsport       | 3:52,960      |           | 61     |

## Dirka
Zmagovalci svojega razreda so odebeljeni. Dirkalniki, ki niso uvrščeni (NC).
| Poz   | Razred      | Št  | Moštvo                    | Dirkači                                                   | Šasija                           | Gume | Krogi | Čas            |
| Poz   | Razred      | Št  | Moštvo                    | Dirkači                                                   | Motor                            | Gume | Krogi | Čas            |
| ----- | ----------- | --- | ------------------------- | --------------------------------------------------------- | -------------------------------- | ---- | ----- | -------------- |
| 1     | Hypercar    | 7   | Toyota Gazoo Racing       | Mike Conway Kamui Kobajaši José María López               | Toyota GR010 Hybrid              | M    | 371   | 24:00:50,768   |
| 1     | Hypercar    | 7   | Toyota Gazoo Racing       | Mike Conway Kamui Kobajaši José María López               | Toyota 3.5L V6 Twin-Turbo Hybrid | M    | 371   | 24:00:50,768   |
| 2     | Hypercar    | 8   | Toyota Gazoo Racing       | Sébastien Buemi Brendon Hartley Kazuki Nakadžima          | Toyota GR010 Hybrid              | M    | 369   | +2 kroga       |
| 2     | Hypercar    | 8   | Toyota Gazoo Racing       | Sébastien Buemi Brendon Hartley Kazuki Nakadžima          | Toyota 3.5L V6 Twin-Turbo Hybrid | M    | 369   | +2 kroga       |
| 3     | Hypercar    | 36  | Alpine Elf Matmut         | Nicolas Lapierre André Negrão Matthieu Vaxivière          | Alpine A480                      | M    | 367   | +4 krogi       |
| 3     | Hypercar    | 36  | Alpine Elf Matmut         | Nicolas Lapierre André Negrão Matthieu Vaxivière          | Gibson GL458 4.5L V8             | M    | 367   | +4 krogi       |
| 4     | Hypercar    | 708 | Glickenhaus Racing        | Pipo Derani Franck Mailleux Olivier Pla                   | Glickenhaus 007 LMH              | M    | 367   | +4 krogi       |
| 4     | Hypercar    | 708 | Glickenhaus Racing        | Pipo Derani Franck Mailleux Olivier Pla                   | Glickenhaus 3.5L V8 Turbo        | M    | 367   | +4 krogi       |
| 5     | Hypercar    | 709 | Glickenhaus Racing        | Ryan Briscoe Romain Dumas Richard Westbrook               | Glickenhaus 007 LMH              | M    | 364   | +7 krogi       |
| 5     | Hypercar    | 709 | Glickenhaus Racing        | Ryan Briscoe Romain Dumas Richard Westbrook               | Glickenhaus 3.5L V8 Turbo        | M    | 364   | +7 krogi       |
| 6     | LMP2        | 31  | Team WRT                  | Robin Frijns Ferdinand von Habsburg Charles Milesi        | Oreca 07                         | G    | 363   | +8 krogov      |
| 6     | LMP2        | 31  | Team WRT                  | Robin Frijns Ferdinand von Habsburg Charles Milesi        | Gibson GK428 4.2L V8             | G    | 363   | +8 krogov      |
| 7     | LMP2        | 28  | Jota                      | Tom Blomqvist Sean Gelael Stoffel Vandoorne               | Oreca 07                         | G    | 363   | +8 krogov      |
| 7     | LMP2        | 28  | Jota                      | Tom Blomqvist Sean Gelael Stoffel Vandoorne               | Gibson GK428 4.2L V8             | G    | 363   | +8 krogov      |
| 8     | LMP2        | 65  | Panis Racing              | James Allen Julien Canal Will Stevens                     | Oreca 07                         | G    | 362   | +9 krogov      |
| 8     | LMP2        | 65  | Panis Racing              | James Allen Julien Canal Will Stevens                     | Gibson GK428 4.2L V8             | G    | 362   | +9 krogov      |
| 9     | LMP2        | 23  | United Autosports         | Wayne Boyd Alex Lynn Paul di Resta                        | Oreca 07                         | G    | 361   | +10 krogov     |
| 9     | LMP2        | 23  | United Autosports         | Wayne Boyd Alex Lynn Paul di Resta                        | Gibson GK428 4.2L V8             | G    | 361   | +10 krogov     |
| 10    | LMP2        | 34  | Inter Europol Competition | Alex Brundle Jakub Śmiechowski Renger van der Zande       | Oreca 07                         | G    | 360   | +11 krogov     |
| 10    | LMP2        | 34  | Inter Europol Competition | Alex Brundle Jakub Śmiechowski Renger van der Zande       | Gibson GK428 4.2L V8             | G    | 360   | +11 krogov     |
| 11    | LMP2        | 48  | IDEC Sport                | Paul-Loup Chatin Paul Lafargue Patrick Pilet              | Oreca 07                         | G    | 359   | +12 krogov     |
| 11    | LMP2        | 48  | IDEC Sport                | Paul-Loup Chatin Paul Lafargue Patrick Pilet              | Gibson GK428 4.2L V8             | G    | 359   | +12 krogov     |
| 12    | LMP2        | 26  | G-Drive Racing            | Franco Colapinto Roman Rusinov Nyck de Vries              | Aurus 01                         | G    | 358   | +13 krogov     |
| 12    | LMP2        | 26  | G-Drive Racing            | Franco Colapinto Roman Rusinov Nyck de Vries              | Gibson GK428 4.2L V8             | G    | 358   | +13 krogov     |
| 13    | LMP2        | 38  | Jota                      | António Félix da Costa Anthony Davidson Roberto González  | Oreca 07                         | G    | 358   | +13 krogov     |
| 13    | LMP2        | 38  | Jota                      | António Félix da Costa Anthony Davidson Roberto González  | Gibson GK428 4.2L V8             | G    | 358   | +13 krogov     |
| 14    | LMP2        | 30  | Duqueine Team             | René Binder Tristan Gommendy Memo Rojas                   | Oreca 07                         | G    | 357   | +14 krogov     |
| 14    | LMP2        | 30  | Duqueine Team             | René Binder Tristan Gommendy Memo Rojas                   | Gibson GK428 4.2L V8             | G    | 357   | +14 krogov     |
| 15    | LMP2 Pro-Am | 21  | DragonSpeed USA           | Henrik Hedman Ben Hanley Juan Pablo Montoya               | Oreca 07                         | G    | 356   | +15 krogov     |
| 15    | LMP2 Pro-Am | 21  | DragonSpeed USA           | Henrik Hedman Ben Hanley Juan Pablo Montoya               | Gibson GK428 4.2L V8             | G    | 356   | +15 krogov     |
| 16    | LMP2 Pro-Am | 29  | Racing Team Nederland     | Frits van Eerd Giedo van der Garde Job van Uitert         | Oreca 07                         | G    | 356   | +15 krogov     |
| 16    | LMP2 Pro-Am | 29  | Racing Team Nederland     | Frits van Eerd Giedo van der Garde Job van Uitert         | Gibson GK428 4.2L V8             | G    | 356   | +15 krogov     |
| 17    | LMP2 Pro-Am | 70  | Realteam Racing           | Loïc Duval Esteban Garcia Norman Nato                     | Oreca 07                         | G    | 356   | +15 krogov     |
| 17    | LMP2 Pro-Am | 70  | Realteam Racing           | Loïc Duval Esteban Garcia Norman Nato                     | Gibson GK428 4.2L V8             | G    | 356   | +15 krogov     |
| 18    | LMP2 Pro-Am | 20  | High Class Racing         | Dennis Andersen Marco Sørensen Ricky Taylor               | Oreca 07                         | G    | 353   | +18 krogov     |
| 18    | LMP2 Pro-Am | 20  | High Class Racing         | Dennis Andersen Marco Sørensen Ricky Taylor               | Gibson GK428 4.2L V8             | G    | 353   | +18 krogov     |
| 19    | LMP2 Pro-Am | 39  | SO24-DIROB by Graff       | Vincent Capillaire Arnold Robin Maxime Robin              | Oreca 07                         | G    | 352   | +19 krogov     |
| 19    | LMP2 Pro-Am | 39  | SO24-DIROB by Graff       | Vincent Capillaire Arnold Robin Maxime Robin              | Gibson GK428 4.2L V8             | G    | 352   | +19 krogov     |
| 20    | GTE Pro     | 51  | AF Corse                  | James Calado Alessandro Pier Guidi Côme Ledogar           | Ferrari 488 GTE Evo              | M    | 345   | +26 krogov     |
| 20    | GTE Pro     | 51  | AF Corse                  | James Calado Alessandro Pier Guidi Côme Ledogar           | Ferrari F154CB 3.9L V8 Turbo     | M    | 345   | +26 krogov     |
| 21    | GTE Pro     | 63  | Corvette Racing           | Nicky Catsburg Antonio García Jordan Taylor               | Chevrolet Corvette C8.R          | M    | 345   | +26 krogov     |
| 21    | GTE Pro     | 63  | Corvette Racing           | Nicky Catsburg Antonio García Jordan Taylor               | Chevrolet LT5.5 5.5L V8          | M    | 345   | +26 krogov     |
| 22    | GTE Pro     | 92  | Porsche GT Team           | Michael Christensen Kévin Estre Neel Jani                 | Porsche 911 RSR-19               | M    | 344   | +27 krogov     |
| 22    | GTE Pro     | 92  | Porsche GT Team           | Michael Christensen Kévin Estre Neel Jani                 | Porsche 4.2L Flat-6              | M    | 344   | +27 krogov     |
| 23    | GTE Pro     | 91  | Porsche GT Team           | Gianmaria Bruni Richard Lietz Frédéric Makowiecki         | Porsche 911 RSR-19               | M    | 343   | +28 krogov     |
| 23    | GTE Pro     | 91  | Porsche GT Team           | Gianmaria Bruni Richard Lietz Frédéric Makowiecki         | Porsche 4.2L Flat-6              | M    | 343   | +28 krogov     |
| 24    | LMP2 Pro-Am | 44  | ARC Bratislava            | Matej Konôpka Miroslav Konôpka Oliver Webb                | Oreca 07                         | G    | 342   | +29 krogov     |
| 24    | LMP2 Pro-Am | 44  | ARC Bratislava            | Matej Konôpka Miroslav Konôpka Oliver Webb                | Gibson GK428 4.2L V8             | G    | 342   | +29 krogov     |
| 25    | GTE Am      | 83  | AF Corse                  | Nicklas Nielsen François Perrodo Alessio Rovera           | Ferrari 488 GTE Evo              | M    | 340   | +31 krogov     |
| 25    | GTE Am      | 83  | AF Corse                  | Nicklas Nielsen François Perrodo Alessio Rovera           | Ferrari F154CB 3.9L V8 Turbo     | M    | 340   | +31 krogov     |
| 26    | GTE Am      | 33  | TF Sport                  | Felipe Fraga Ben Keating Dylan Pereira                    | Aston Martin Vantage AMR         | M    | 339   | +32 krogov     |
| 26    | GTE Am      | 33  | TF Sport                  | Felipe Fraga Ben Keating Dylan Pereira                    | Aston Martin 4.5L V8 Turbo       | M    | 339   | +32 krogov     |
| 27    | GTE Am      | 80  | Iron Lynx                 | Matteo Cressoni Callum Ilott Rino Mastronardi             | Ferrari 488 GTE Evo              | M    | 338   | +33 krogov     |
| 27    | GTE Am      | 80  | Iron Lynx                 | Matteo Cressoni Callum Ilott Rino Mastronardi             | Ferrari F154CB 3.9L V8 Turbo     | M    | 338   | +33 krogov     |
| 28    | LMP2 Pro-Am | 74  | Racing Team India Eurasia | Tom Cloet John Corbett James Winslow                      | Ligier JS P217                   | G    | 338   | +33 krogov     |
| 28    | LMP2 Pro-Am | 74  | Racing Team India Eurasia | Tom Cloet John Corbett James Winslow                      | Gibson GK428 4.2L V8             | G    | 338   | +33 krogov     |
| 29    | LMP2        | 49  | High Class Racing         | Anders Fjordbach Jan Magnussen Kevin Magnussen            | Oreca 07                         | G    | 336   | +35 krogov     |
| 29    | LMP2        | 49  | High Class Racing         | Anders Fjordbach Jan Magnussen Kevin Magnussen            | Gibson GK428 4.2L V8             | G    | 336   | +35 krogov     |
| 30    | GTE Am      | 60  | Iron Lynx                 | Raffaele Giammaria Paolo Ruberti Claudio Schiavoni        | Ferrari 488 GTE Evo              | M    | 335   | +36 krogov     |
| 30    | GTE Am      | 60  | Iron Lynx                 | Raffaele Giammaria Paolo Ruberti Claudio Schiavoni        | Ferrari F154CB 3.9L V8 Turbo     | M    | 335   | +36 krogov     |
| 31    | GTE Am      | 77  | Dempsey-Proton Racing     | Matt Campbell Jaxon Evans Christian Ried                  | Porsche 911 RSR-19               | M    | 335   | +36 krogov     |
| 31    | GTE Am      | 77  | Dempsey-Proton Racing     | Matt Campbell Jaxon Evans Christian Ried                  | Porsche 4.2L Flat-6              | M    | 335   | +36 krogov     |
| 32    | Innovative  | 84  | Association SRT41         | Takuma Aoki Nigel Bailly Matthieu Lahaye                  | Oreca 07                         | G    | 334   | +37 krogov     |
| 32    | Innovative  | 84  | Association SRT41         | Takuma Aoki Nigel Bailly Matthieu Lahaye                  | Gibson GK428 4.2L V8             | G    | 334   | +37 krogov     |
| 33    | GTE Am      | 777 | D'station Racing          | Tomonobu Fudžii Satoši Hošino Andrew Watson               | Aston Martin Vantage AMR         | M    | 333   | +38 krogov     |
| 33    | GTE Am      | 777 | D'station Racing          | Tomonobu Fudžii Satoši Hošino Andrew Watson               | Aston Martin 4.5L V8 Turbo       | M    | 333   | +38 krogov     |
| 34    | GTE Am      | 18  | Absolute Racing           | Andrew Haryanto Alessio Picariello Marco Seefried         | Porsche 911 RSR-19               | M    | 332   | +39 krogov     |
| 34    | GTE Am      | 18  | Absolute Racing           | Andrew Haryanto Alessio Picariello Marco Seefried         | Porsche 4.2L Flat-6              | M    | 332   | +39 krogov     |
| 35    | GTE Am      | 95  | TF Sport                  | Ross Gunn Oliver Hancock John Hartshorne                  | Aston Martin Vantage AMR         | M    | 332   | +39 krogov     |
| 35    | GTE Am      | 95  | TF Sport                  | Ross Gunn Oliver Hancock John Hartshorne                  | Aston Martin 4.5L V8 Turbo       | M    | 332   | +39 krogov     |
| 36    | GTE Am      | 85  | Iron Lynx                 | Sarah Bovy Rahel Frey Michelle Gatting                    | Ferrari 488 GTE Evo              | M    | 332   | +39 krogov     |
| 36    | GTE Am      | 85  | Iron Lynx                 | Sarah Bovy Rahel Frey Michelle Gatting                    | Ferrari F154CB 3.9L V8 Turbo     | M    | 332   | +39 krogov     |
| 37    | GTE Pro     | 52  | AF Corse                  | Sam Bird Miguel Molina Daniel Serra                       | Ferrari 488 GTE Evo              | M    | 331   | +40 krogov     |
| 37    | GTE Pro     | 52  | AF Corse                  | Sam Bird Miguel Molina Daniel Serra                       | Ferrari F154CB 3.9L V8 Turbo     | M    | 331   | +40 krogov     |
| 38    | GTE Am      | 69  | Herberth Motorsport       | Ralf Bohn Rolf Ineichen Robert Renauer                    | Porsche 911 RSR-19               | M    | 330   | +41 krogov     |
| 38    | GTE Am      | 69  | Herberth Motorsport       | Ralf Bohn Rolf Ineichen Robert Renauer                    | Porsche 4.2L Flat-6              | M    | 330   | +41 krogov     |
| 39    | GTE Am      | 54  | AF Corse                  | Francesco Castellacci Giancarlo Fisichella Thomas Flohr   | Ferrari 488 GTE Evo              | M    | 329   | +42 krogov     |
| 39    | GTE Am      | 54  | AF Corse                  | Francesco Castellacci Giancarlo Fisichella Thomas Flohr   | Ferrari F154CB 3.9L V8 Turbo     | M    | 329   | +42 krogov     |
| 40    | LMP2        | 22  | United Autosports USA     | Filipe Albuquerque Philip Hanson Fabio Scherer            | Oreca 07                         | G    | 328   | +43 krogov     |
| 40    | LMP2        | 22  | United Autosports USA     | Filipe Albuquerque Philip Hanson Fabio Scherer            | Gibson GK428 4.2L V8             | G    | 328   | +43 krogov     |
| 41    | GTE Am      | 71  | Inception Racing          | Ben Barnicoat Brendan Iribe Ollie Millroy                 | Ferrari 488 GTE Evo              | M    | 327   | +44 krogov     |
| 41    | GTE Am      | 71  | Inception Racing          | Ben Barnicoat Brendan Iribe Ollie Millroy                 | Ferrari F154CB 3.9L V8 Turbo     | M    | 327   | +44 krogov     |
| 42    | GTE Am      | 88  | Dempsey-Proton Racing     | Julien Andlauer Lance David Arnold Dominique Bastien      | Porsche 911 RSR-19               | M    | 327   | +44 krogov     |
| 42    | GTE Am      | 88  | Dempsey-Proton Racing     | Julien Andlauer Lance David Arnold Dominique Bastien      | Porsche 4.2L Flat-6              | M    | 327   | +44 krogov     |
| 43    | GTE Am      | 86  | GR Racing                 | Ben Barker Tom Gamble Michael Wainwright                  | Porsche 911 RSR-19               | M    | 322   | +49 krogov     |
| 43    | GTE Am      | 86  | GR Racing                 | Ben Barker Tom Gamble Michael Wainwright                  | Porsche 4.2L Flat-6              | M    | 322   | +49 krogov     |
| 44    | GTE Pro     | 64  | Corvette Racing           | Tommy Milner Alexander Sims Nick Tandy                    | Chevrolet Corvette C8.R          | M    | 313   | +58 krogov     |
| 44    | GTE Pro     | 64  | Corvette Racing           | Tommy Milner Alexander Sims Nick Tandy                    | Chevrolet LT5.5 5.5L V8          | M    | 313   | +58 krogov     |
| NC    | LMP2        | 41  | Team WRT                  | Louis Delétraz Robert Kubica Yifei Ye                     | Oreca 07                         | G    | 362   | Senzor za plin |
| NC    | LMP2        | 41  | Team WRT                  | Louis Delétraz Robert Kubica Yifei Ye                     | Gibson GK428 4.2L V8             | G    | 362   | Senzor za plin |
| DNF   | LMP2        | 82  | Risi Competizione         | Ryan Cullen Oliver Jarvis Felipe Nasr                     | Oreca 07                         | G    | 275   | Motor          |
| DNF   | LMP2        | 82  | Risi Competizione         | Ryan Cullen Oliver Jarvis Felipe Nasr                     | Gibson GK428 4.2L V8             | G    | 275   | Motor          |
| DNF   | GTE Am      | 388 | Rinaldi Racing            | Jeroen Bleekemolen Pierre Ehret Christian Hook            | Ferrari 488 GTE Evo              | M    | 271   |                |
| DNF   | GTE Am      | 388 | Rinaldi Racing            | Jeroen Bleekemolen Pierre Ehret Christian Hook            | Ferrari F154CB 3.9L V8 Turbo     | M    | 271   |                |
| DNF   | LMP2 Pro-Am | 24  | PR1 Motorsports Mathiasen | Gabriel Aubry Patrick Kelly Simon Trummer                 | Oreca 07                         | G    | 261   |                |
| DNF   | LMP2 Pro-Am | 24  | PR1 Motorsports Mathiasen | Gabriel Aubry Patrick Kelly Simon Trummer                 | Gibson GK428 4.2L V8             | G    | 261   |                |
| DNF   | GTE Pro     | 72  | HubAuto Racing            | Maxime Martin Álvaro Parente Dries Vanthoor               | Porsche 911 RSR-19               | M    | 227   |                |
| DNF   | GTE Pro     | 72  | HubAuto Racing            | Maxime Martin Álvaro Parente Dries Vanthoor               | Porsche 4.2L Flat-6              | M    | 227   |                |
| DNF   | GTE Pro     | 79  | WeatherTech Racing        | Earl Bamber Cooper MacNeil Laurens Vanthoor               | Porsche 911 RSR-19               | M    | 139   | Trčenje        |
| DNF   | GTE Pro     | 79  | WeatherTech Racing        | Earl Bamber Cooper MacNeil Laurens Vanthoor               | Porsche 4.2L Flat-6              | M    | 139   | Trčenje        |
| DNF   | GTE Am      | 46  | Team Project 1            | Anders Buchardt Robby Foley Dennis Olsen                  | Porsche 911 RSR-19               | M    | 138   |                |
| DNF   | GTE Am      | 46  | Team Project 1            | Anders Buchardt Robby Foley Dennis Olsen                  | Porsche 4.2L Flat-6              | M    | 138   |                |
| DNF   | GTE Am      | 57  | Kessel Racing             | Scott Andrews Mikkel Jensen Takeši Kimura                 | Ferrari 488 GTE Evo              | M    | 128   |                |
| DNF   | GTE Am      | 57  | Kessel Racing             | Scott Andrews Mikkel Jensen Takeši Kimura                 | Ferrari F154CB 3.9L V8 Turbo     | M    | 128   |                |
| DNF   | GTE Am      | 66  | JMW Motorsport            | Jody Fannin Thomas Neubauer Rodrigo Sales                 | Ferrari 488 GTE Evo              | M    | 117   |                |
| DNF   | GTE Am      | 66  | JMW Motorsport            | Jody Fannin Thomas Neubauer Rodrigo Sales                 | Ferrari F154CB 3.9L V8 Turbo     | M    | 117   |                |
| DNF   | GTE Am      | 55  | Spirit of Race            | Duncan Cameron Matthew Griffin David Perel                | Ferrari 488 GTE Evo              | M    | 109   | Trčenje        |
| DNF   | GTE Am      | 55  | Spirit of Race            | Duncan Cameron Matthew Griffin David Perel                | Ferrari F154CB 3.9L V8 Turbo     | M    | 109   | Trčenje        |
| DNF   | LMP2 Pro-Am | 25  | G-Drive Racing            | Rui Andrade John Falb Roberto Merhi                       | Aurus 01                         | G    | 108   | Trčenje        |
| DNF   | LMP2 Pro-Am | 25  | G-Drive Racing            | Rui Andrade John Falb Roberto Merhi                       | Gibson GK428 4.2L V8             | G    | 108   | Trčenje        |
| DNF   | GTE Am      | 47  | Cetilar Racing            | Antonio Fuoco Roberto Lacorte Giorgio Sernagiotto         | Ferrari 488 GTE Evo              | M    | 90    | Trčenje        |
| DNF   | GTE Am      | 47  | Cetilar Racing            | Antonio Fuoco Roberto Lacorte Giorgio Sernagiotto         | Ferrari F154CB 3.9L V8 Turbo     | M    | 90    | Trčenje        |
| DNF   | GTE Am      | 56  | Team Project 1            | Matteo Cairoli Riccardo Pera Egidio Perfetti              | Porsche 911 RSR-19               | M    | 84    | Trčenje        |
| DNF   | GTE Am      | 56  | Team Project 1            | Matteo Cairoli Riccardo Pera Egidio Perfetti              | Porsche 4.2L Flat-6              | M    | 84    | Trčenje        |
| DNF   | LMP2        | 32  | United Autosports         | Jonathan Aberdein Nico Jamin Manuel Maldonado             | Oreca 07                         | G    | 75    | Trčenje        |
| DNF   | LMP2        | 32  | United Autosports         | Jonathan Aberdein Nico Jamin Manuel Maldonado             | Gibson GK428 4.2L V8             | G    | 75    | Trčenje        |
| DNF   | LMP2        | 1   | Richard Mille Racing Team | Tatiana Calderón Sophia Flörsch Beitske Visser            | Oreca 07                         | G    | 74    | Trčenje        |
| DNF   | LMP2        | 1   | Richard Mille Racing Team | Tatiana Calderón Sophia Flörsch Beitske Visser            | Gibson GK428 4.2L V8             | G    | 74    | Trčenje        |
| DNF   | GTE Am      | 99  | Proton Competition        | Vutthikorn Inthraphuvasak Florian Latorre Harry Tincknell | Porsche 911 RSR-19               | M    | 66    |                |
| DNF   | GTE Am      | 99  | Proton Competition        | Vutthikorn Inthraphuvasak Florian Latorre Harry Tincknell | Porsche 4.2L Flat-6              | M    | 66    |                |
| DNF   | GTE Am      | 98  | Aston Martin Racing       | Marcos Gomes Paul Dalla Lana Nicki Thiim                  | Aston Martin Vantage AMR         | M    | 45    | Trčenje        |
| DNF   | GTE Am      | 98  | Aston Martin Racing       | Marcos Gomes Paul Dalla Lana Nicki Thiim                  | Aston Martin 4.5L V8 Turbo       | M    | 45    | Trčenje        |
| WD    | LMP2 Pro-Am | 17  | IDEC Sport                | Ryan Dalziel Thomas Laurent Dwight Merriman               | Oreca 07                         | G    | 0     | Umik           |
| WD    | LMP2 Pro-Am | 17  | IDEC Sport                | Ryan Dalziel Thomas Laurent Dwight Merriman               | Gibson GK428 4.2L V8             | G    | 0     | Umik           |
| Vira: |             |     |                           |                                                           |                                  |      |       |                |